# HBO
HBO (Home Box Office) là kênh truyền hình của Mỹ, chiếu phim và thể thao, thời sự.
Kênh có những hợp đồng phân phối độc quyền phim của các hãng sản xuất nổi tiếng nhất thế giới như Columbia Tristar, DreamWorks, Paramount Pictures, 20th Century Fox, Universal, Warner Bros, Walt Disney và từ các hãng phân phối độc lập như Castle Rock, Franchise, Morgan Creek, New Line, Screen Gems, Studio Canal và Village Roadshow.

## Logo

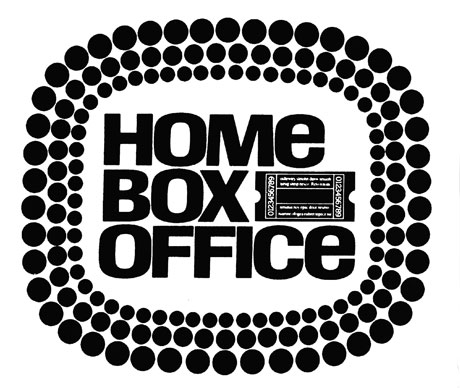
Logo HBO từ năm 1972-1975
Logo HBO từ năm 1975-1981
Logo HBO từ năm 1980-2013
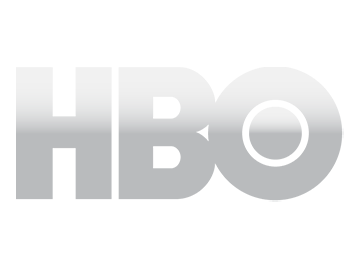
Logo HBO từ năm 2014-nay

## Khẩu hiệu
Source:
| - November 1972–August 1975: "This is HBO, the Home Box Office. Premium Subscription Television from Time-Life." - August 1975–June 1976: "Different and First" - June 1976–May 1978: "The Great Entertainment Alternative" - May 1978–October 1979: "The Home Box" - October 1979–March 1984: "HBO People Don't Miss Out" - March 1984–May 1985: "There's No Place Like HBO" - May 1985–July 1988: "Nobody Brings It Home Like HBO" - July 1988–February 1989: "Watch Us Here on HBO" - November 1988–November 1991: "The Best Time on TV" (general slogan) and "The Best Movies" (promotional slogan for movies) - February 1989–July 1990: "Let's All Get Together" - October 1989–November 1990: "Simply The Best" ("The Best" by Tina Turner was used as the image theme) | November 1972–August 1975: "This is HBO, the Home Box Office. Premium Subscription Television from Time-Life." August 1975–June 1976: "Different and First" June 1976–May 1978: "The Great Entertainment Alternative" May 1978–October 1979: "The Home Box" October 1979–March 1984: "HBO People Don't Miss Out"[2] March 1984–May 1985: "There's No Place Like HBO"[3] May 1985–July 1988: "Nobody Brings It Home Like HBO"[4] July 1988–February 1989: "Watch Us Here on HBO" November 1988–November 1991: "The Best Time on TV" (general slogan) and "The Best Movies" (promotional slogan for movies) February 1989–July 1990: "Let's All Get Together" October 1989–November 1990: "Simply The Best" ("The Best" by Tina Turner was used as the image theme) November 1991–October 1993: "We're HBO" October 1993–September 1995: "Just You Wait"[5] September 1995–October 1996: "Something Special's On"[6] October 1996–April 2009: "It's Not TV. It's HBO."[7] 2006–2009: "Get More" (slogan for the HBO website) April 2009–nay: "It's More Than You Imagined. It's HBO." 2010–2011: "This is HBO." (only used for IDs) 2011–nay: "It's HBO." 2014–nay: "So Original" 2017 - nay: "It's not TV. It's HBO!" |